# Приче о црвеном сирку
Приче о црвеном сирку је роман Мо Јена  на кинеском језику. Објављен 1986. године, Мо Јенов је први роман и остаје једно од његових најпознатијих дела.

## О роману
Роман се састоји од пет делова:
- "Црвени сирак",
- "Сирковача",
- "Псеће стазе и богазе",
- "Сахрана у пољу сирка" и
- "Чудновата смрт".

Делови романа су први пут објављени у разним часописима 1986. године. "Псеће стазе и богазе" објављени су у издању Shiyue (часопис „Октобар“) из априла 1986. године; „Сирковача“ у издању PLA Arts из јула 1986, „Сахрана у пољу сирка“ у издању Beijing Wenxue из августа 1986. и „Чудновата смрт“ у издању часописа Kunlun од новембра до децембра.
Серијализације часописа пре објављивања целог романа 1987. године видео је редитељ Џанг Јимоу, који је одмах предложио Мо Јену да од њега направи филм. Следеће године роман је објављен, а готово истовремено је 1987. године изашао филм "Црвени сирак" на кинеском језику. Године 1988. представљен је током такмичења и освојио је Златног медведа на Берлинском филмском фестивалу. Првобитно је добио ад хок енглески наслов „Црвени клан сирака“ у неким изворима (Ванг 1996)  али га је Howard Goldblatt 1993. са кинеског језика превео са поднасловом „Црвени сирак - кинески роман“.

## Радња романа
Радња романа Приче о црвеном сирку врти се око три генерације породице Схандонг између 1923. и 1976. Приповедач прича причу о породичној борби, прво као власници дестилерије који праве вино од сирка, а затим као борци за отпор током Другог кинеско-јапанског рата. Роман такође описује грађанске спорове између зараћених кинеских група, укључујући ривалске банде и политичке моћи. Књига се такође односи на Културну револуцију и обнављање дипломатских односа између Кине и Јапана 1972. године.
Нараторов деда, носач Ју, заљубљује се у лепу девојку коју носи у свадбеној носиљци ка кући њеног будућег мужа, губавог сина имућног пециракије. Ускоро одлучује да убије и младиног мужа и њеног свекра, па почиње да живи с њом настављајући да производи ракију од сирка. Рат све више бесни, а Ју све више напредује у војсци и милицији...
Мо Јен у роману користи кратак стил који се одликује краткоћом и нехронолошким приповедањем у првом лицу. Дело садржи елементе народне бајке који се стапају у мит и сујеверје, смештајући га у магично-реалистички жанр.
Као главни усев североисточног града Гаоми провинције Схандонг (родни град аутора), црвени сирак уоквирује нарацију као симбол равнодушности и виталности. Усред деценија крвопролића и смрти, непоколебљиво расте, пружајући храну, склониште, вино и живот.

## Издање на српском језику
Роман Приче о црвеном сирку на српском језику објавила је издавачка кућа Лагуна 2014. године. Са кинеског језика роман је превела Мирјана Павловић.